# 陸中宇部站
陸中宇部站（日语：／ Rikuchū-Ube eki */?）是位於岩手縣久慈市宇部町，三陸鐵道的谷灣線車站。
車站的愛稱為「繩文之花」。名稱取自車站附近曾經發掘了繩文時代的文物。

## 歷史
- 1975年（昭和50年）7月20日：日本國有鐵道久慈線車站啟用。
- 1984年（昭和59年）4月1日：車站由三陸鐵道接管。成為北谷灣線車站。
- 2011年（平成23年）
  - 3月11日：發生東北地方太平洋近海地震（東日本大震災），使北谷灣線全線暫停營業。
  - 3月16日：久慈站至陸中野田站之間重開。
- 2019年（平成31年）3月23日：東日本旅客鐵道釜石至宮古之間由三陸鐵道接管，此站成為谷灣線車站[1]。

## 車站構造
此站是地面車站，設有1面1線的單式月台。

## 使用狀況
在2018年度（平成30年度）1日平均乘車人次為20人。
近年の推移は下記のとおりである。
| 乘車人次變化       | 乘車人次變化     | 乘車人次變化 |
| 年度               | 1日平均 乘車人次 | 參考資料     |
| ------------------ | ---------------- | ------------ |
| 2001年（平成13年） | 50               | [ 2 ]        |
| 2002年（平成14年） | 52               | [ 2 ]        |
| 2003年（平成15年） | 49               | [ 2 ]        |
| 2004年（平成16年） | 49               | [ 2 ]        |
| 2005年（平成17年） | 46               | [ 2 ]        |
| 2006年（平成18年） | 42               | [ 2 ]        |
| 2007年（平成19年） | 42               | [ 2 ]        |
| 2008年（平成20年） | 36               | [ 2 ]        |
| 2009年（平成21年） | 35               | [ 2 ]        |
| 2010年（平成22年） | 32               | [ 2 ]        |
| 2011年（平成23年） | 21               | [ 2 ]        |
| 2012年（平成24年） | 25               | [ 2 ]        |
| 2013年（平成25年） | 26               | [ 2 ]        |
| 2014年（平成26年） | 23               | [ 2 ]        |
| 2015年（平成27年） | 26               | [ 2 ]        |
| 2016年（平成28年） | 19               | [ 2 ]        |
| 2017年（平成29年） | 23               | [ 2 ]        |
| 2018年（平成30年） | 20               | [ 2 ]        |

## 車站周邊
- 宇部郵局
- 久慈市政廳宇部支所（舊宇部村（日语：宇部村）公所）
- 久慈市立宇部小學
- 國道45號
- Norunet KUJI（日语：のるねっとKUJI）「宇部分所前」巴士站

## 相鄰車站
三陸鐵道
■谷灣線
□快速
通過
■普通
陸中野田－陸中宇部－久慈

## 注腳
1. ↑  . 毎日新聞 (毎日新聞社). 2019-03-23  [2019-03-24]. （原始内容存档于2019-03-23） （日语）.
2. 1 2   (PDF). 久慈統計書（令和2年3月）. 久慈市: 86. 2020-03-18  [2020-07-12]. （原始内容 (PDF)存档于2018-03-07） （日语）.

## 外部連結
- 車站·周邊資訊【陸中宇部站】 （页面存档备份，存于）（日語）：三陸鐵道